# Josef Foschepoth
Josef Foschepoth, né le 19 novembre 1947, est un historien et essayiste allemand.

## Biographie
Il est professeur à l'Université de Fribourg-en-Brisgau.

## Publications
- Notices d'autorité :   - VIAF
  - ISNI
  - BnF (données)
  - IdRef
  - LCCN
  - GND
  - Pays-Bas
  - Israël
  - NUKAT
  - WorldCat
- Reformation und Bauernkrieg im Geschichtsbild der DDR, Zur Methodologie eines gewandelten Geschichtsverständnisses|Verlag=Duncker & Humblot, Berlin, 1976,  (ISBN 3-428-03634-4) Dissertation à la Westfälischen Wilhelms-Universität Münster, Philosophische Fakultät, 1975
- Kalter Krieg und deutsche Frage. Deutschland im Widerstreit der Mächte 1945–1952 (= Veröffentlichungen des Deutschen Historischen Instituts London. Band 16). Vandenhoeck und Ruprecht, Göttingen 1985,  (ISBN 3-525-36300-1).
- als Herausgeber: Adenauer und die deutsche Frage. Vandenhoeck und Ruprecht, Göttingen 1988; 2. Auflage 1990,  (ISBN 3-525-01343-4).
- Im Schatten der Vergangenheit. Die Anfänge der Gesellschaft für Christlich-Jüdische Zusammenarbeit, Vandenhoeck und Ruprecht, Gottingen, 1993,  (ISBN 3-525-01349-3)
- Rolle und Bedeutung der KPD im deutsch-deutschen Systemkonflikt, in: Zeitschrift für Geschichtswissenschaft.  (ISSN 0044-2828), Bd. 56 (2008), Heft 11, S. 889–909.
- Überwachtes Deutschland. Post- und Telefonüberwachung in der alten Bundesrepublik. Vandenhoeck & Ruprecht, Göttingen 2012; 4. durchgesehene Auflage 2014,  (ISBN 978-3-525-30041-1), auch als Schriftenreihe (Bd. 1415) der Bundeszentrale für politische Bildung, Bonn 2013